# Hugh Lane
Pour les articles homonymes, voir Lane.
Sir Hugh Percy Lane, né le 9 novembre 1875 dans le comté de Cork et mort le 7 mai 1915 à la suite du torpillage du RMS Lusitania, est un marchand d'art, collectionneur et galeriste irlandais.
Il est surtout connu pour la création de la Hugh Lane Municipal Gallery de Dublin en 1908.
Il était fiancé à la peintre Sarah Cecilia Harrison.